# Robert Sarah

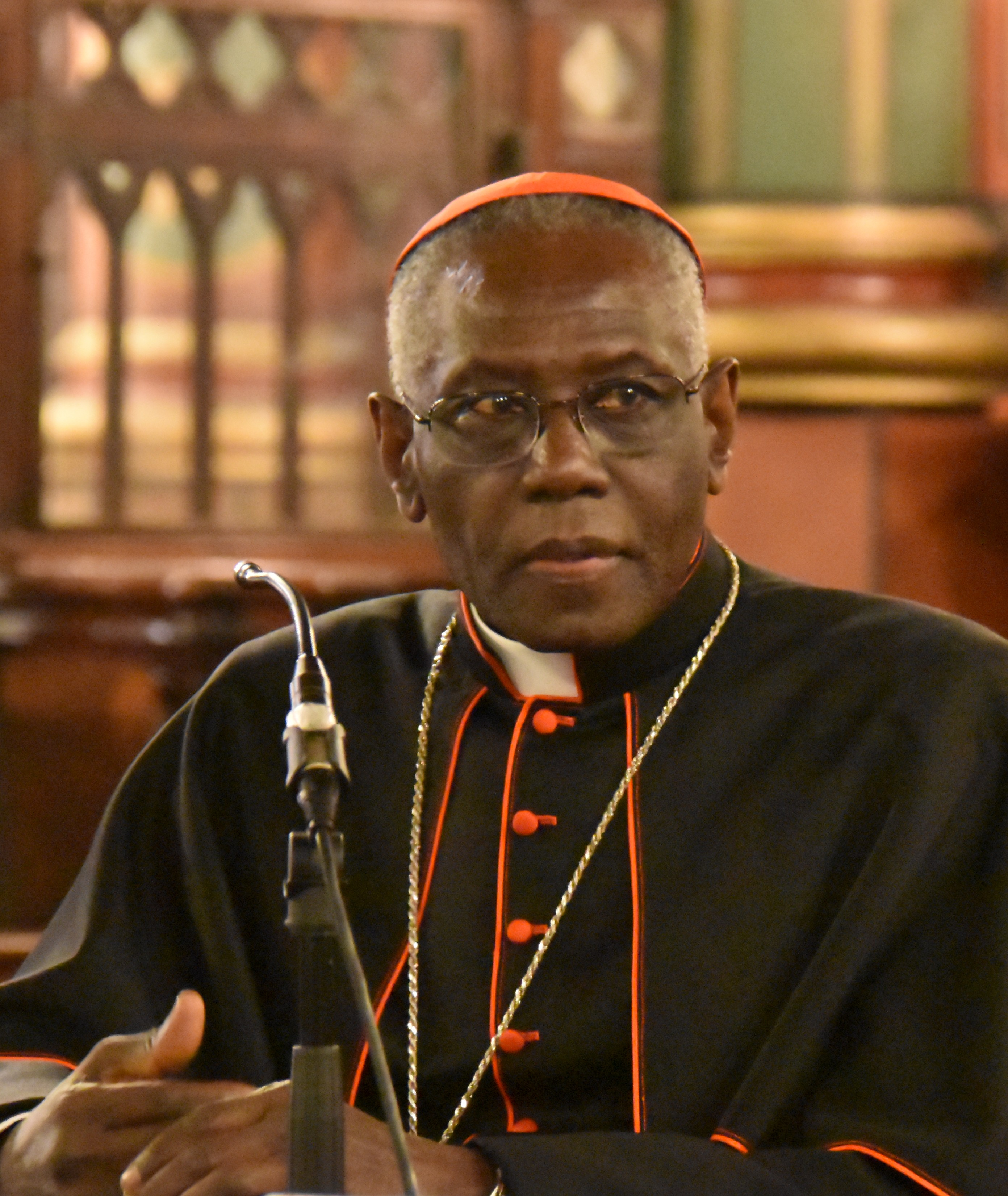
Robert Kardinal Sarah (2015)

Kardinalswappen mit Wahlspruch: Sufficit tibi gratia mea – „Meine Gnade genügt dir“ (2 Kor 12,9 EU)

Robert Kardinal Sarah (französische Aussprache: [ʀɔˈbɛ:ʀ saˈʀa]; * 15. Juni 1945 in Ourous, Französisch-Westafrika) ist ein guineischer Geistlicher und emeritierter Kurienkardinal der römisch-katholischen Kirche. Von 2014 bis 2021 war er Kardinalpräfekt der Kongregation für den Gottesdienst und die Sakramentenordnung.

## Leben

### Bis 2005
Robert Sarah, als einziges Kind der Eheleute Alexandre Sarah und Claire Nemelo in der heutigen Region Boké des Staates Guinea geboren, erhielt seine Schulausbildung in der Elfenbeinküste und Guinea und studierte Philosophie und Theologie in Frankreich (Nancy; 1964–1967) und Senegal. Am 20. Juli 1969 empfing er in Conakry die Priesterweihe. An der Gregoriana in Rom erwarb er ein Lizentiat in Theologie und am Päpstlichen Bibelinstitut mit einem Auslandsjahr (1971) am Studium Biblicum Franciscanum in Jerusalem auch eines in Bibelwissenschaften. 1974 kehrte er nach Afrika zurück. Ab 1976 wirkte er als Lehrer und Direktor des Kleinen Seminars in Conakry, ab 1978 als Privatsekretär des Apostolischen Administrators von Conakry, Louis Barry.
Am 13. August 1979 wurde Sarah von Papst Johannes Paul II. als Nachfolger des seit Ende 1970 inhaftierten Bekennerbischofs Raymond-Maria Tchidimbo zum Erzbischof von Conakry in Guinea ernannt und empfing am 8. Dezember desselben Jahres durch Giovanni Kardinal Benelli die Bischofsweihe; Mitkonsekratoren waren der Bischof von Angers, Jean Orchampt, und der Erzbischof von Bamako, Luc Auguste Sangaré. Mit nur 34 Jahren war Sarah zu diesem Zeitpunkt der weltweit jüngste katholische Erzbischof. Darüber hinaus war Sarah später Präsident der Bischofskonferenz von Guinea. Als Erzbischof von Conakry wurde er einer der führenden Figuren des Widerstands gegen das Regime von Ahmed Sékou Touré. Touré hatte auch Sarah vor seinem Tod im März 1984 hinrichten lassen wollen.
Am 1. Oktober 2001 berief Papst Johannes Paul II. Robert Sarah nach Rom und ernannte ihn zum Sekretär der Kongregation für die Evangelisierung der Völker.

### Unter Papst Benedikt XVI.
Bischof Sarah wurde am 23. September 2009 durch Papst Benedikt XVI. zum Mitglied der Zweiten Sonderversammlung der Bischofssynode für Afrika (4. bis 25. Oktober 2009) berufen. Am 7. Oktober 2010 ernannte ihn Benedikt XVI. als Nachfolger von Paul Josef Cordes zum Präsidenten des Päpstlichen Rates Cor Unum. Im Konsistorium vom 20. November 2010 nahm ihn Benedikt XVI. als Kardinaldiakon mit der Titeldiakonie San Giovanni Bosco in via Tuscolana in das Kardinalskollegium auf.
Am 7. November 2012 bestellte Benedikt XVI. Kardinal Sarah zum Päpstlichen Sonderbotschafter für den Nahen Osten. Im Libanon traf er Vertreter der Kirchen Syriens sowie syrische Flüchtlinge. Zudem leitete er die Koordination der Unterstützung katholischer Hilfsorganisationen in die Wege. Nach dem Rücktritt Benedikts XVI. nahm Sarah am Konklave 2013 teil und wurde in Medien als möglicher Nachfolger für das Papstamt gehandelt.

### Unter Papst Franziskus

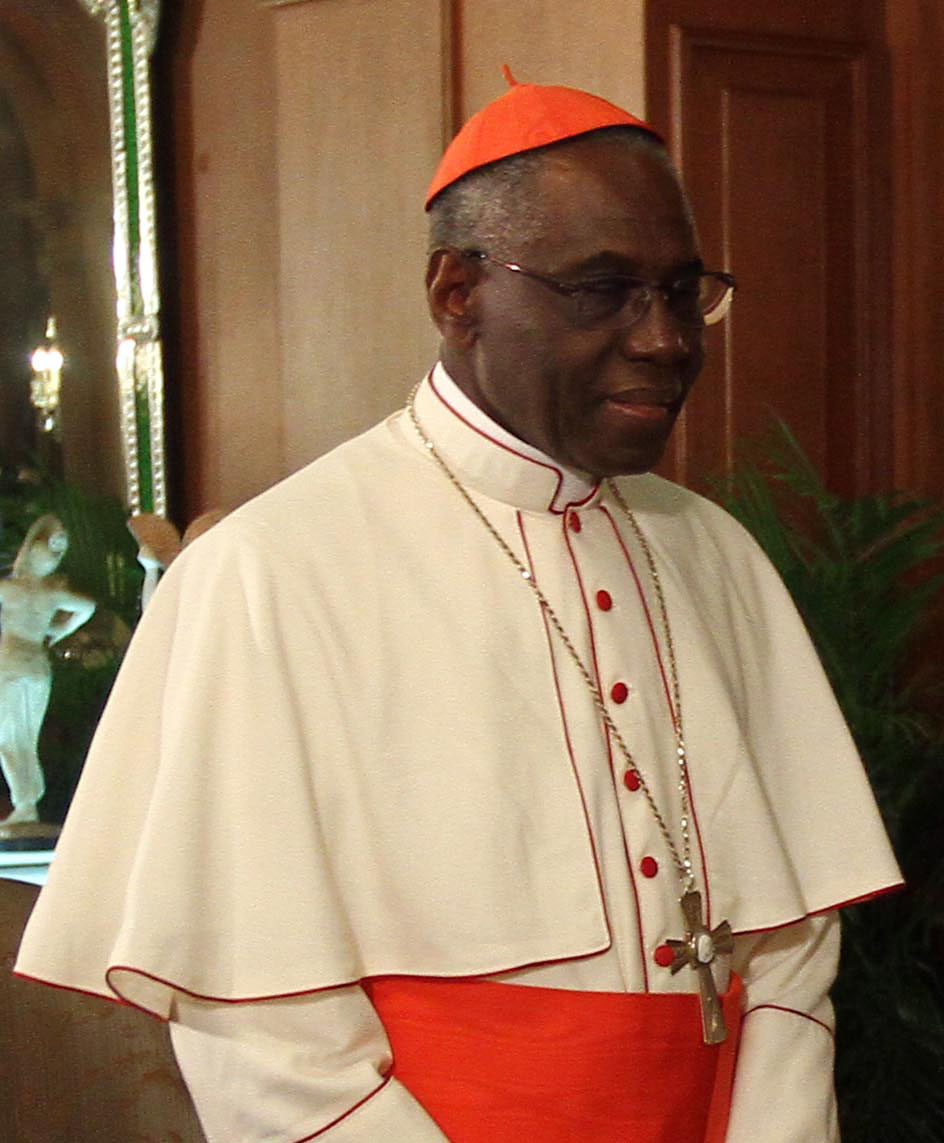
Kardinal Sarah auf den Philippinen (Januar 2014)

Am 23. November 2014 ernannte Papst Franziskus Sarah auf fünf Jahre zum Kardinalpräfekten der Kongregation für den Gottesdienst und die Sakramentenordnung. Als solcher sah Sarah sich besonders den Gedanken und liturgischen Initiativen Papst Benedikts XVI. verpflichtet.
In einem Redebeitrag zur Bischofssynode im Oktober 2015 beklagte Sarah „heutige westliche Anschauungen über Homosexualität und Abtreibung“ sowie den „islamistischen Fanatismus“ und verglich sie mit dem Faschismus der Nationalsozialisten und dem Kommunismus des 20. Jahrhunderts. Sarah galt auf der Synode als einer der Wortführer des konservativen Flügels und trat als Sprecher der afrikanischen Bischöfe auf. Er plädierte auch für eine eindeutige Verurteilung der Gender-Theorie.
Zur Politik des Westens gegenüber dem islamistischen Terrorismus sagte Sarah: „Wie viele Tote braucht es, bis die europäischen Regierungen die Situation begreifen, in der sich der Westen befindet? Wie viele abgeschlagene Köpfe?“
Am 5. Juli 2016 rief Sarah die Priester dazu auf, mit dem Beginn des liturgischen Jahres 2016 die Eucharistiefeier wieder in Richtung Osten (ad orientem) oder gegebenenfalls (in gewesteten Kirchen) in Richtung der Apsis zu zelebrieren, wie es auch von Papst Benedikt XVI. befürwortet worden war. Das Presseamt des Heiligen Stuhls informierte einige Tage später, dass einige der Äußerungen Sarahs in einer Weise missinterpretiert worden seien, als ob er Neuregelungen hätte ankündigen wollen, die sich von den bisherigen Rubriken in Bezug auf die Messfeier in der ordentlichen Form und der Zelebration versus populum unterschieden. Jene Zelebrationsrichtung solle, wo immer möglich, bevorzugt werden.
Öffentlich widersprach im Oktober 2017 Papst Franziskus in einem Schreiben an Sarah dessen stark einschränkender Interpretation des päpstlichen Motu proprio Magnum principium, mit dem Franziskus im Vormonat – unter Abänderung der Übersetzerinstruktion Liturgiam authenticam (2001) und des Katholischen Kirchenrechts – den Bischofskonferenzen umfassende Kompetenzen bei der Formulierung der liturgischen Texte in den Landessprachen zugesprochen hatte.
In seinem 2020 publizierten Buch Des profondeurs de nos cœurs („Aus der Tiefe des Herzens“) spricht sich Sarah gegen eine Änderung der Zölibatsverpflichtung der Priester aus. Das Buch enthält einen Beitrag von Papst emeritus Benedikt XVI.; durch die Angabe von Benedikts Bild und Namen auf dem Bucheinband und seine Unterschrift unter Vorwort und Nachwort entstand der Eindruck, das ganze Buch sei gemeinsam mit dem früheren Papst Benedikt verfasst worden. Kommentatoren interpretierten Sarahs Werk vorab als Abwehrversuch gegen eine mögliche Zulassung verheirateter ständiger Diakone in der Region Amazonas zur Priesterweihe, wie sie im Oktober 2019 von der sogenannten Amazonassynode empfohlen worden war. Benedikt XVI. wies darauf hin, er sei nicht der Mitautor, und sein Privatsekretär Erzbischof Georg Gänswein veranlasste im Auftrag des emeritierten Papstes die Entfernung sowohl des Bildes als auch des Namens. Das Kölner domradio äußerte zur Wahl des Zeitpunkts der Veröffentlichung des Buches, der vor dem Erscheinen des nachsynodalen apostolischen Schreibens Querida Amazonia lag, dieses habe „schon eine gewisse Brisanz“, und vertrat den Standpunkt, Benedikt werde missbräuchlich „von seinem Umfeld vorgeschoben“.
Dem in Opposition zu Papst Franziskus stehenden Erzbischof Carlo Maria Viganò zufolge gehörte Sarah als vierter Kardinal – neben Gerhard Ludwig Müller, Joseph Zen Ze-kiun und Jānis Pujats – zu den Unterzeichnern des Papiers vom 7. Mai 2020 mit dem Titel „Veritas liberabit vos!“, in dem unter Bezug auf die weltweiten Maßnahmen gegen die COVID-19-Pandemie behauptet wird, es gebe „Kräfte, die daran interessiert sind, in der Bevölkerung Panik zu erzeugen“. „Fremde Mächte“ sowie „supranationale Einheiten“ mit „sehr starken wirtschaftlichen und politischen Interessen“ mischten sich ein; das sei „ein beunruhigender Auftakt zur Schaffung einer Weltregierung“. Dieses Schreiben wurde vielfach kritisiert, so wurde geschrieben, es spare „nicht an raunendem Alarmismus und Versatzstücken von Verschwörungsmythen und strukturellem Antisemitismus“. Robert Sarah bat, wieder von der Unterstützerliste entfernt zu werden, denn als Kardinalpräfekt und Teil der Kurie habe er „eine gewisse Zurückhaltung in politischen Fragen“ an den Tag zu legen, dennoch teile er „aus seiner persönlichen Sicht einige Fragen und Bedenken zur Einschränkung von Grundrechten“.
Matthias Drobinski rechnet ihn wie auch Viganò und Gerhard Ludwig Müller „zu den Wortführern eines sich fundamentalisierenden Teils der katholischen Kirche“. Sie seien unter den Bischöfen „eine Minderheit“, aber sie hätten „Macht und Einfluss“ sowie „politische Unterstützung“ von Donald Trump bis Viktor Orbán.
Am 20. Februar 2021 nahm Papst Franziskus den Rücktritt von Kardinal Sarah als Präfekt der Gottesdienstkongregation an. Am 3. Mai 2021 wurde er von Papst Franziskus unter Beibehaltung seiner Titeldiakonie als Titelkirche pro hac vice zum Kardinalpriester ernannt.
Nach dem Tod von Papst Franziskus nahm er als einer der ältesten wahlberechtigten Kardinäle am Konklave 2025 teil. Als einer der Kandidaten des konservativen Lagers wurde Sarah in Medien erneut als möglicher neuer Papst gehandelt.

### Unter Papst Leo XIV.
Papst Leo XIV. ernannte ihn am 24. Mai 2025 zum Sonderbeauftragten für die liturgischen Feiern, die am 25. und 26. Juli 2025  (Annentag) in der Wallfahrtsbasilika Ste-Anne im französischen Bistum Vannes anlässlich des 400. Jahrestags der Erscheinung der heiligen Anna vor dem bretonischen Bauern Yvon Nicolazic stattfinden werden.

## Weitere Ämter in der Kurie
- Kongregation für die Selig- und Heiligsprechungsprozesse (Mitglied seit 2014[30])
- Kongregation für die orientalischen Kirchen (Mitglied seit 2021[31])

## Mitgliedschaften
- Beirat des Dignitatis Humanae Institute[32]

## Schriften
- Robert Sarah / Nicolas Diat: Dieu ou rien, Fayard, Paris 2015, ISBN 978-2-213-68610-3; deutsche Ausgabe: Gott oder Nichts, fe-Medienverlag, Kisslegg 2015, ISBN 978-3-86357-133-7.
- Robert Sarah, Nicolas Diat: La force du silence. Fayard, Paris 2016, ISBN 978-2-213-70108-0; deutsche Ausgabe: Kraft der Stille, fe-Medienverlag, Kisslegg 2017, ISBN 978-3-86357-180-1.
- Robert Sarah, Nicolas Diat: Le soir approche et déjà le jour baisse. Fayard, Paris 2019, ISBN 978-2-213-70521-7; deutsche Ausgabe: Herr bleibe bei uns: Denn es will Abend werden, fe-Medienverlag, Kißlegg 2019, ISBN 978-3-86357-242-6.
- Des profondeurs de nos coeurs, Fayard, Paris 2020, ISBN 978-2-213-71694-7, deutsche Ausgabe: Aus der Tiefe des Herzens: Priestertum, Zölibat und die Krise der katholischen Kirche, fe-Medienverlag, Kißlegg 2019, ISBN 978-3-86357-255-6.